# کیتایاما، واکایاما
کیتایاما، واکایاما (به لاتین: Kitayama, Wakayama) یک منطقهٔ مسکونی در ژاپن است که در Higashimuro District واقع شده‌است. کیتایاما  ۶۱۹ نفر جمعیت دارد.